# Rally van Haspengouw
De Rally van Haspengouw is een rally in de Belgische streek Haspengouw. Het rallycentrum bevindt zich in Landen. De wedstrijd wordt gereden als openingsmanche van het  Belgian Rally Championship. De rallyproeven worden voornamelijk gehouden op smalle betonbaantjes.

## Geschiedenis
Al meerdere decennia werd een rallywedstrijd georganiseerd in Landen. De Rally van Haspengouw werd er in het najaar gereden en was in de jaren 80 een klassieker op de Belgische rallykalender. De wedstrijd verdween echter begin jaren 90.
In 1990 was in het zuiden van Limburg Autoclub Zuid-Limburg (ACZL) opgericht. De eerste jaren richtte men jaarlijks in het Limburgse Gingelom de Rallysprint van Zuid-Limburg in. De organisatie was succesvol, maar omdat groei in Gingelom niet mogelijk bleek, zocht men toenadering tot Landen in Vlaams-Brabant. Daar werd op initiatief van supporters van Guy Colsoul en met inspanningen van de TopSpeed RallyClub Haspengouw (TRC Haspengouw) de Rally van Haspengouw in 1998 opnieuw tot leven gewekt op regionaal niveau. Na drie jaar promoveerde de organisatie al naar Divisie 2 en in 2003 weer naar Divisie 1, het Kampioenschap van België.
In 2010 werd de rally naar het voorjaar verplaatst.

## Palmares
| Jaar | Rijder            | Navigator         | Auto                   |
| ---- | ----------------- | ----------------- | ---------------------- |
| 2022 | Stéphane Lefebvre | Xavier Portier    | Citroën C3 Rally2      |
| 2020 | Kris Princen      | Peter Kaspers     | Škoda Fabia RS Evo     |
| 2019 | Kris Princen      | Bram Eelbode      | Volkswagen Polo GTI R5 |
| 2018 | Kris Princen      | Peter Kaspers     | Škoda Fabia R5         |
| 2017 | Kris Princen      | Peter Kaspers     | Škoda Fabia R5         |
| 2016 | Freddy Loix       | Johan Gitsels     | Škoda Fabia R5         |
| 2015 | Kris Princen      | Peter Kaspers     | Peugeot 208 T16        |
| 2014 | Freddy Loix       | Johan Gitsels     | Skoda Fabia S2000      |
| 2013 | Freddy Loix       | Frédéric Miclotte | Ford Focus RS WRC 08   |
| 2012 | Pieter Tsjoen     | Eddy Chevaillier  | Citroën C4 WRC         |
| 2011 | Pieter Tsjoen     | Eddy Chevaillier  | Citroën C4 WRC         |
| 2010 | Pieter Tsjoen     | Frédéric Miclotte | Ford Focus RS WRC 08   |
| 2009 | Patrick Snijers   | Cindy Cockelaere  | Subaru Impreza WRC S12 |
| 2008 | Hubert Deferm     | John Lavaerts     | Subaru Impreza WRC S10 |
| 2007 | Hubert Deferm     | John Lavaerts     | Subaru Impreza WRC S10 |
| 2006 | Pieter Tsjoen     | Eddy Chevaillier  | Ford Focus WRC 05      |
| 2005 | Freddy Loix       | Robin Buysmans    | Peugeot 206 WRC        |
| 2004 | Pieter Tsjoen     | Eddy Chevaillier  | Toyota Corolla WRC     |
| 2003 | Patrick Snijers   | John Muth         | Subaru Impreza WRC S5  |

## Top 6 uitslagen Groep N
2011
| Plaats | Rijder             | Navigator          |
| ------ | ------------------ | ------------------ |
| 1e     | Jonas Langenakens  | Kenneth Delvaux    |
| 2e     | Raphael Auquier    | Laurent Dujucquier |
| 3e     | Yves Bruneel       | Kristof Goethals   |
| 4e     | Timo Van Der Marel | Erwin Berkhof      |
| 5e     | Jos Hermans        | Steven Ramboer     |
| 6e     | Erik Moree         | Pascal Meijs       |

2010
| Plaats | Rijder              | Navigator        |
| ------ | ------------------- | ---------------- |
| 1e     | Vincent Verschueren | Lara Vanneste*   |
| 2e     | Bob Colsoul         | Tom Colsoul      |
| 3e     | Piet Van Hoof       | Sander Van Hoof  |
| 4e     | Alexandre Romain    | Nicolas Gilsoul  |
| 5e     | Eric Cunin          | Philliphe Libert |
| 6e     | Laurent Benoit      | Eric De Bolle    |

2009
| Plaats | Rijder        | Navigator      |
| ------ | ------------- | -------------- |
| 1e     | Bob Colsoul   | Tom Colsoul    |
| 2e     | Peter Hopmans | Robin Buysmans |
| 3e     | Jos Hermans   | Wim Vleugels   |
| 4e     | Phil Nijs     | Steven Ramboer |